# Jan Stanisław Skorupski
Jan Stanisław Skorupski (Łoszniów, 18 luglio 1938) è un poeta, scrittore e saggista polacco uno dei massimi autori in lingua esperanto.
Riconosciuto a livello internazionale come uno dei maggiori poeti viventi, è stato anche direttore di una galleria d'Arte e di un teatro. È membro dell'illustrissimo PEN Club. Vive a Zurigo, in Svizzera. È nel Guinness dei primati come autore di più versi in Polacco e in Esperanto.